# Exil – en mors berättelse
Exil – en mors berättelse är en svensk dokumentärfilm från 1989 i regi av Mikael Wiström. Filmen skildrar en familj från El Salvador där några av barnen har kommit som flyktingar till Sverige och Gävle, medan bland andra modern är kvar i hemlandet. Till slut kan delar av familjen återförenas i Sverige.

### Fotnoter
1. ↑  ”Exil – en mors berättelse”. Svensk Filmdatabas. http://www.sfi.se/sv/svensk-filmdatabas/Item/?itemid=15914&type=MOVIE&iv=Basic&ref=/templates/SwedishFilmSearchResult.aspx?id%3d1225%26epslanguage%3dsv%26searchword%3dexil+-+en+mors%26type%3dMovieTitle%26match%3dBegin%26page%3d1%26prom%3dFalse. Läst 22 maj 2013.